# Záhadné dobrodružství velrybářské lodi
Záhadné dobrodružství velrybářské lodi (1901, v originále Les histoires de Jean–Marie Cabidoulin, doslova Příběhy Jeana-Marie Cabidoulina) je dobrodružný fantastický román francouzského spisovatele Julese Vernea z jeho cyklu Podivuhodné cesty (Les Voyages extraordinaires).

## Děj románu
Děj knihy se odehrává na francouzské velrybářské lodi Svatý Enoch, jejíž plavby se jako své poslední zúčastnil starý bednář Jean-Marie Cabidoulin. Cabidoulin byl však samá pověra a postupně zdemoralizoval celou posádku svým přesvědčením, že loď se setká s obrovským mořským netvorem, který jí zničí. Tato předtucha se v podobě neznámého přírodního úkazu vyplnila v době, kdy loď soupeřila o úlovky s konkurenční anglickou lodí Repton.
Posádka Svatého Enocha totiž v Ochotském moři nejprve zpozorovala podivné dmutí vody, které považovala za tajfunovou vlnu. Vzápětí se ozvalo dunění a za záhadných okolností byla anglická velrybářská loď Repton zničena. V následujících dnech byl Svatý Enoch v zajetí záhadné, na mapách nevyznačené mělčiny. Potíže lodi pak vyvrcholily v okamžiku, kdy se jí zmocnila neznámá síla a vlekla jí do volných vod Tichého oceánu a pak na sever, a to takovou rychlostí, že posádka musela ulehnout na palubu, jinak by ji tlak vzduchu smetl do vody. Nakonec byla loď vyvržena na ledové pole v Severním ledovém oceánu. Trosečníky zachránila zhruba za měsíc anglická loď World.
Hodnověrné vysvětlení záhadné příhody chybí, Jean-Marie Cabidoulin byl však přesvědčen, že se lodi zmocnil obrovský mořský had. Jeho druzi s ním nesouhlasili, ale rozumnější vysvětlení, než že to byla nějaká přírodní zvláštnost, podat nedovedli.

## Ilustrace
Knihu Záhadné dobrodružství velrybářské lodi ilustroval George Roux.

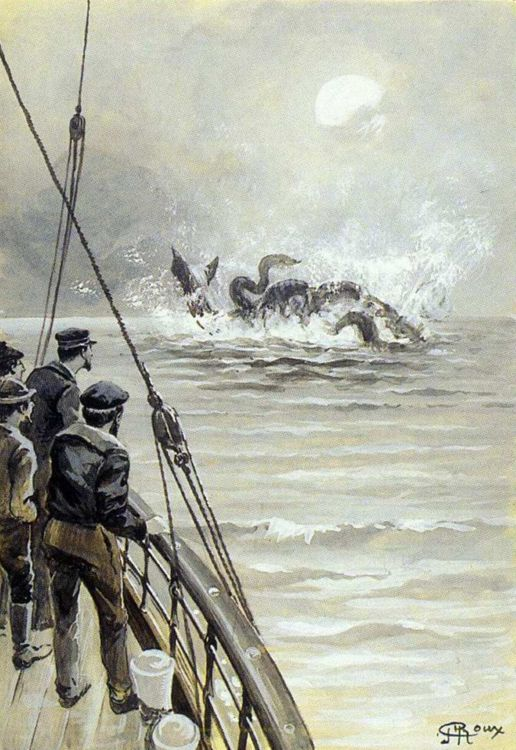
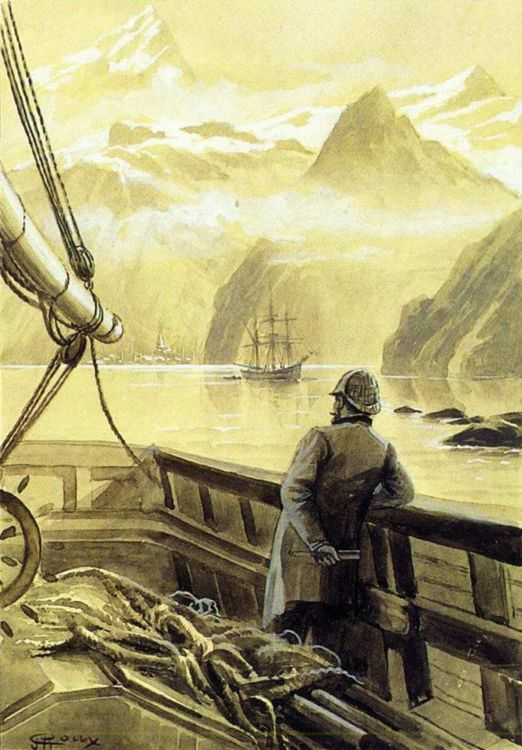
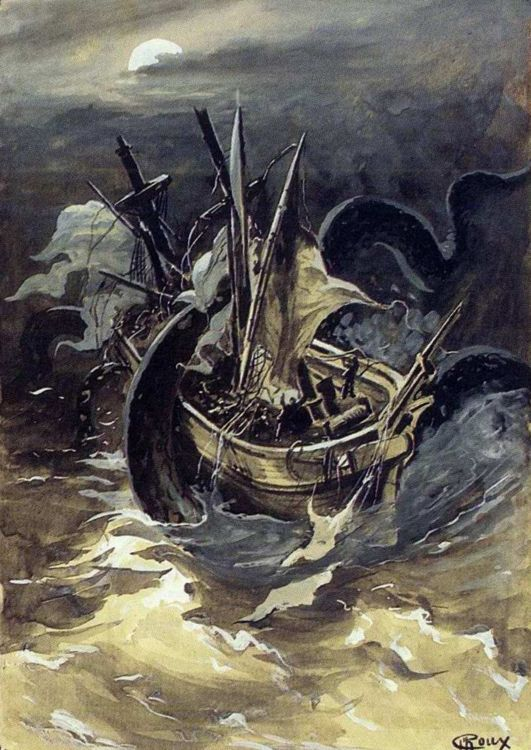
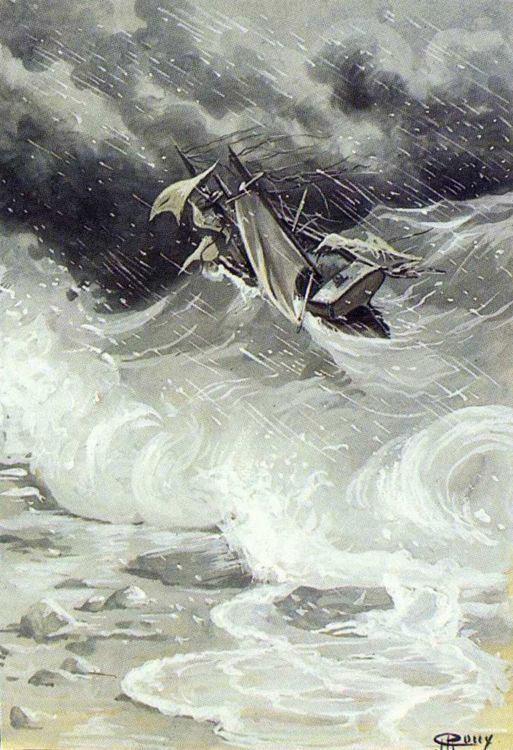

## Česká vydání
- Příběhy Jana Marie Cabidoulina, Eduard Beaufort, Praha 1912, přeložil Vítězslav Unzeitig,
- Záhadné dobrodružství velrybářské lodi, Albatros, Praha 1971, přeložil Václav Netušil,
- Příběhy Jeana-Marie Cabidoulina, Návrat, Brno 1996, přeložil Vítězslav Unzeitig, znovu 2012.
- Příběhy Jeana-Marie Cabidoulina Nakladatelství Josef Vybíral, Žalkovice 2016, přeložil Vítězslav Unzeitig, znovu 2024.
- Velký mořský had, Návrat, Brno 2023, přeložil Vítězslav Unzeitig.